# Insidious
Insidious (bra: Sobrenatural; prt: Insidioso) é um filme de 2010, dos gêneros drama e terror, dirigido por James Wan e escrito por Leigh Whannell.
Protagonizado por Patrick Wilson, com quem Wan trabalhou em The Conjuring e The Conjuring 2, Rose Byrne e Barbara Hershey, Insidious é o primeiro longa-metragem da franquia homônima, que teria ainda mais quatro títulos após o sucesso deste filme. A sequência, Insidious: Chapter 2, ocorreu dois anos depois.
O filme estreou em 14 de setembro de 2010 no Toronto International Film Festival. Nos cinemas, seu lançamento ocorreu em 1 de abril de 2011 nos Estados Unidos, 21 de abril no Brasil e 21 de julho em Portugal.

## Sinopse
Logo que se mudam para uma nova casa, um dos filhos do casal Josh e Renai Lambert entra em coma inexplicavelmente. Pensando que a casa está mal-assombrada, eles decidem se mudar novamente, mas vão acabar descobrindo que o problema não estava na casa.

## Elenco
| Elenco            | Personagens      |
| ----------------- | ---------------- |
| Patrick Wilson    | Josh Lambert     |
| Rose Byrne        | Renai Lambert    |
| Ty Simpkins       | Dalton Lambert   |
| Lin Shaye         | Elise Rainier    |
| Leigh Whannell    | Specs            |
| Angus Sampson     | Tucker           |
| Barbara Hershey   | Lorraine Lambert |
| Andrew Astor      | Foster Lambert   |
| Corbett Tuck      |                  |
| Heather Tocquigny |                  |
| Ruben Pla         | Drª. Sercarz     |
| John Henry Binder | Padre Martin     |
| Joseph Bishara    | Demônio          |
| Philip Friedman   | Mulher Velha     |
| J. LaRose         | Exemplo          |

## Produção

### Filmagens

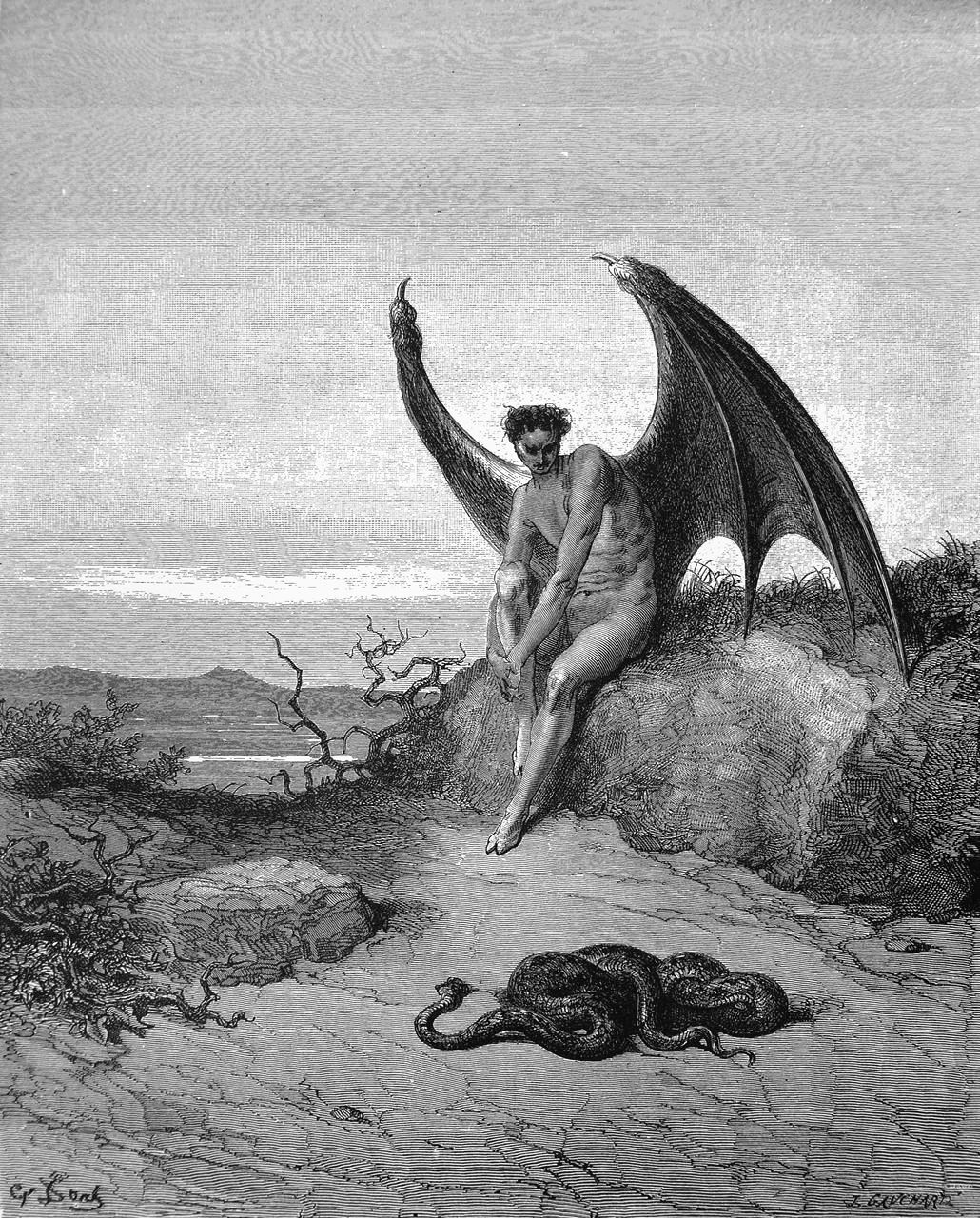
O demônio presente no filme é uma alusão ao diabo.

A fotografia principal para Insidious foi concluída ao longo de três semanas, em 2010, do final de abril até meados de maio no histórico edifício Herald Examiner no centro de Los Angeles. Foram utlizadas imagens geradas por computador em algumas cenas do filme. Em relação ao cronograma de filmagem mais curto, o ator Patrick Wilson explicou, "Nós tivemos longos dias e um monte de páginas por dia, e nós não recebemos muita cobertura ou ensaios".

### Música
A partitura musical para Insidious foi composta por Joseph Bishara, que também aparece no filme como o demônio. Realizada com um quarteto e um piano, um grosso da pontuação foi improvisada e estruturada no processo de edição, embora algumas das sessões de gravação começaram antes das filmagens. Descrevendo a abordagem da trilha sonora do filme, o diretor James Wan explicou, "Nós queríamos um monte de as sequências de intimidação para reproduzirem realmente em silêncio. Mas, o que eu gostaria de fazer com a trilha sonora é ajustá-lo na borda com algo muito alto, posto em ordem como, a pontuação atonal do violino arranhando, misturando com algumas franjas do piano realmente estranhas e tirar isso e, de repente, você fica, 'O que aconteceu lá?'"
Um álbum da trilha sonora exclusivamente digital foi lançado pela Void Recordings em 11 de outubro de 2011. canções adicionais que aparecem no filme incluem:
- "Tiptoe Through the Tulips" de Tiny Tim (1968)
- "Nuvole Bianche" de Ludovico Einaudi (2004)
- "Black Angels" de George Crumb (1971)

## Distribuição

### Comercialização
O primeiro clipe promocional de Insidious foi lançado em 14 de setembro de 2010. Em dezembro, a empresa de produção IMGlobal lançou um poster e as vendas para o filme. Em 22 de janeiro de 2011, a FilmDistrict divulgou o primeiro teaser trailer para o filme. Menos de um mês depois, o trailer do filme foi disponibilizado on-line através do site diário de notícias de entretenimento, o Blastr.

### Versão teatral
Insidious teve sua estreia mundial no programa Midnight Madness (em português, Loucura da meia-noite) no Festival de Toronto em 14 de setembro de 2010. Menos de 12 horas depois de sua exibição, o filme foi comprado pela Sony Pictures Worldwide Acquisitions para distribuição teatral. Em 29 de dezembro de 2010, foi anunciado que o filme seria lançado nos cinemas em 1 de abril de 2011 pela então relativamente nova companhia cinematográfica, a FilmDistrict. O filme também foi exibido no South by Southwest, em meados de março de 2011.

### Home media
Insidious foi lançado em DVD e Blu-ray em 12 de Julho de 2011 através da Sony Pictures Home Entertainment. O teor de bónus em Blu-ray inclui três títulos: Horror 101: O Seminário Exclusivo, no set com Insidious, Entidades e Insidious. No dia antes do lançamento da mídia de origem do filme, a Sony Pictures e Fangoria sediou uma exibição gratuita do filme no Silent Movie Theather em Los Angeles seguido por um Q & A interativo com o diretor James Wan e o roteirista Leigh Whannell.

## Recepção
No Metacritic alcançou uma pontuação de 52/100 indicando "avaliações mistas". Roger Ebert deu ao filme 2 1/2 estrelas de 4 dizendo, "Depende de personagens, atmosfera, acontecimentos sorrateiros e pavor de montagem. Este não é terrivelmente bom, mas o público vai conseguir o que eles estão esperando." Um número de comentários negativos informou que a segunda metade do filme não corresponde ao desenvolvimento do primeiro. Mike Hale, do The New York Times escreveu que "o análogo mais forte para a segundo parte de Insidious é o que os cineastas provavelmente não estavam tentando contruir: se sente como uma versão menos poética de um conto de fadas M. Night Shyamalan." Da mesma forma, James Berardinelli, comentou: "[se] há uma reclamação a ser feita sobre Insidious, é que a segunda metade do filme é incapaz de viver de acordo com os impossíveis altos padrões estabelecidos pela primeira parte." Ethan Gilsdor do The Boston Globe, escreveu que "[o] filme começa com promessa", mas "[a]s loucuras de Insidious corre totalmente fora dos trilhos quando os cineastas vão para a lógica e algumas das coisas estranhas ficam explicadas com um casal em uma cena de possessão demoníaca e projeção astral."
Avaliações positivas têm-se centrado sobre a capacidade dos realizadores de construir suspense. Com classificação de 66% o Rotten Tomatoes publicou um consenso: "Além de um ato final instável, Insidious é um passeio de casa assombrada com emoção muito assustadora e divertida". John Anderson, do Wall Street Journal explicou que "fazer um filme de terror não é o que salta para fora do armário. É o que pode saltar para fora do armário. O sangue, o sangue e o barulho de tantos filmes de susto que perdem o ponto horripilante: os observadores de filmes são muito mais convencidos, instintivamente, do que o que nós não sabemos mais seguramente nos machuca ... Insidious estabelece que essas pessoas podem fazer um filme que opera em um nível completamente diferente". Michael Phillips, do Chicago Tribune escreveu: "o diretor James Wan e o roteirista Leigh Whannell admira todos os tipos de medo, a partir do flagrante ao insidiosamente sutil Este encontra-se em um ponto no meio do caminho eficaz entre esses extremos." Peter Travers da Rolling Stone comentou: "Aqui está um melhor do que a média das casas sustos do cinema, principalmente porque Insidious decide se ele pode assustar um público sem aspersão com sangue."